# Chrysauge kadenii
Chrysauge kadenii is een vlinder uit de familie van de snuitmotten (Pyralidae). De wetenschappelijke naam van de soort werd voor het eerst geldig gepubliceerd in 1863 door Lederer.